# 임노동
임노동(賃勞動, wage labor)은 노동자와 사용자 사이에 만들어지는 사회경제학적 관계이다. 노동자는 형식적 또는 비형식적 고용 계약에 의거하여 자신들의 노동을 판다. 이 거래가 이루어지는 곳이 노동시장이며, 노동시장에서 임금이 결정된다. 임금을 지불한 대가로, 노동의 결과 만들어진 생산물이 사용자의 재산이 된다.

## 같이 보기
- 자본주의
- 아동 노동
- 8시간 노동제
- 주4일근무제
- 완전 고용
- 궁핍화
- 노동권
- 마르크스주의 소외론
- 산업예비군
- 잉여가치
- 착취공장
- 임금노예
- 노동계급
- 노동 빈곤층

## 참고 자료
논문
- Steinfeld, Robert (2009). “Coercion/Consent in Labor” (PDF). COMPAS Working Paper No. 66. Oxford: University of Oxford. 2014년 3월 1일에 원본 문서 (PDF)에서 보존된 문서. 2013년 3월 3일에 확인함.

단행본
- Deakin, Simon; Wilkinson, Frank (2005). The Law of the Labour Market: Industrialization, Employment, and Legal Evolution. Oxford: Oxford University Press. ISBN 978-0-19-815281-1.
- Marx, Karl (1990) [1867]. Capital, Volume I. London: Penguin Classics. ISBN 978-0-140-44568-8.